# Cueta senegalensis
Cueta senegalensis är en insektsart som beskrevs av Navás 1914. Cueta senegalensis ingår i släktet Cueta och familjen myrlejonsländor. Inga underarter finns listade i Catalogue of Life.